# Пелли, Фульвио
Фульвио Пелли, (итал. Fulvio Pelli; род. 26 января 1951, Лугано, Тичино, Швейцария) — швейцарский политик, председатель Свободно-демократической партии с 2005 года.

## Вехи биографии
- Изучал право в университетах Берна и Цюриха, в 1977 году защитил докторскую диссертацию на тему "Взаимоотношения между большинством и меньшинством в обществах с ограниченной ответственностью". В том же году получил лицензию адвоката и нотариуса.
- В 1980 начал политическую карьеру в Свободно-демократической партии Швейцарии.
- В 1981 начал юридическую практику в конторе отца. Затем открыл собственную юридическую контору.
- В 1995 депутат Большого Совета партии в Тичино.
- В 2000 председатель Свободно-демократической партии Швейцарии в Тичино.
- В 2005 председатель парламентской группы Свободно-демократической партии Швейцарии в Национальном Совете Швейцарии.
- В 2005 избран председателем Свободно-демократической партии Швейцарии

## Свободное время
В прошлом очень любил играть в теннис, на данный момент увлечен альпинизмом. Страсть к горам привела в другие экстремальные виды спорта, например, сплав на каное. Среди других увлечений - чтение, от классической до современной литературы, а также научных статей, в частности об устройстве Вселенной.